# Jennifer Szalai
Jennifer Szalai es crítica literaria de The New York Times.
Szalai nació en Canadá y asistió a la Universidad de Toronto, donde estudió ciencias políticas y paz y conflictos. También tiene una maestría en relaciones internacionales de la Escuela de Economía de Londres.
Durante la década de 2000, fue editora senior de reseñas en Harper's Magazine. Sus reseñas también han aparecido en London Review of Books, The New Yorker, y muchas más publicaciones.
Comenzó a trabajar como crítica de no ficción para el Times en enero de 2018, después de haber trabajado durante cuatro años como editora de The New York Times Book Review. Szalai es uno de los tres críticos profesionales que escriben para The New York Times, junto con Dwight Garner y Parul Sehgal. Sus reseñas aparecen los miércoles. También es colaboradora frecuente de The Book Review Podcast.
Frank Rich se refirió a la reseña de Szalai del libro Rage de Bob Woodward, sobre la presidencia de Donald Trump, como una «disección digna de Didion». En febrero de 2023, escribió una reseña similar de The Courage to Be Free de Ron DeSantis.